# Osbornellus spinosus
Osbornellus spinosus är en insektsart som beskrevs av Delong 1942. Osbornellus spinosus ingår i släktet Osbornellus och familjen dvärgstritar. Inga underarter finns listade i Catalogue of Life.